# Arthur Frey (Politiker)
Arthur Frey (* 19. August 1897 in Winterberg, Lindau; † 7. November 1955 in Zollikon) war ein Schweizer Politiker und Journalist.

## Leben

### Ausbildung und journalistische Laufbahn
Arthur Frey war der Sohn des Primarlehrers Rudolf Frey, der aus einem Bauerngeschlecht stammte und bereits früh verstarb, sodass Arthur Frey die finanziellen Mittel für ein Theologiestudium fehlten.
Er besuchte die Höhere Handelsschule in La Neuveville und immatrikulierte sich an der Universität Zürich, um Nationalökonomie zu studieren; das Studium beendete er 1922 mit seiner Dissertation Die schweizerische Fleischpreispolitik während des Weltkrieges 1914–1918.
Als Mitglied der Thurgauer Demokratischen Partei wurde er 1922 Redaktor des Thurgauer Tagblatts in Weinfelden. 1931 begann er als Mitarbeiter des Schweizerischen Evangelischen Pressedienstes in Zürich, deren Leiter er von 1933 bis 1955 war. Ab 1941 war er Verwaltungsratspräsident der Evangelischen Buchhandlung Zollikon. Als sich  die Schweiz im Zweiten Weltkrieg befand, übernahm er im September 1939 Aufgaben in der Zensur der sozialdemokratischen Zeitung Volksrecht. Ab 1941 überwachte er auch die bürgerliche Neue Zürcher Zeitung (NZZ). Nach einer Meinungsverschiedenheit mit einem Armeeoffizier wegen eines NZZ-Artikels vom 16. April 1941 gab er diese Funktion im Oktober 1941 wieder ab. Die Schweizer Armee und der Bundesrat befürchteten, es würde dem Wehrgeist der Bevölkerung schaden, wenn erwähnt würde, dass die SS zivile Geiseln erschoss, sobald ein deutscher Soldat von Partisanen getötet worden war.

### Familie
Arthur Frey war seit 1924 mit Martha (geb. Maag) verheiratet, gemeinsam hatten sie fünf Kinder, von denen namentlich bekannt sind:
- Rudolf Frey;
- Huldrych Walter Frey.

### Kirchenpolitisches Wirken
Arthur Frey engagierte sich an der Schnittstelle zwischen Kirche und Politik und sass von 1943 bis 1955 in der evangelisch-reformierten Kirchensynode des Kanton Zürich sowie von 1947 bis 1955 im Kantonsrat. Er war geprägt vom Gemeindeprinzip Huldrych Zwinglis und von Karl Barth, mit dem er eng befreundet war und der die Zuordnung von Kirche und Staat zueinander, aber bei gleichzeitiger Wahrung der Freiheit der kirchlichen Verkündigung, lehrte. Indem er sich durch Karl Barths Veröffentlichungen intensiv durcharbeitete, bildete er sich autodidaktisch zum Theologen. Er wurde auch durch seine enge Freundschaft mit dem Pfarrer Gottlob Wieser (1888–1973) geprägt.
Nach der Machtübernahme der Nationalsozialisten 1933 wies er auf die beispielgebende Bedeutung des in Deutschland stattfindenden Kirchenkampfes hin. Seine Broschüre Der rechte Staat, in dem er den NS-Staat als Unrechtsregime ablehnte, wurde am 28. August 1941 von der Schweizer Zensur verboten, weil er nicht bereit war, auf den Seiten 37–40 die konkreten Hinweise auf die ausländische Macht auszumerzen, obwohl sich auch Alphons Koechlin (1885–1965), Präsident des Schweizerischen Evangelischen Kirchenbundes für eine Veröffentlichung einsetzte. Zudem hatte sich eine 1941 im Zürcher Quartier Wipkingen von Fritz Bäumle und Paul Vogt einberufene theologische Versammlung mit zwischen 400 und 500 Teilnehmern mit ihm solidarisiert.
Arthur Frey vertrat einen ausgeprägten Antikatholizismus, besonders polemisch waren seine Broschüren Der Katholizismus im Angriff von 1948 und Jesuitenmoral und Jesuitenorden im Urteil der Päpste von 1955.

## Mitgliedschaften
- Arthur Frey war Mitglied der Thurgauer Demokratischen Partei, deren Parteipräsident er wurde.
- Er war Mitglied der 1938 im Schweizerischen Evangelischen Hilfswerk für die Bekennende Kirche in Deutschland, die die wichtigste Schweizerische Flüchtlingsorganisation während des Zweiten Weltkrieges wurde.[9]
- 1938/39 war er Präsident des Zürcher Pressevereins.

## Schriften (Auswahl)
- Die schweizerische Fleischpreispolitik während des Weltkrieges 1914–1918. 1922. (Diss. Staatswiss. Univ. Zürich.)
- Der Kampf der evangelischen Kirche in Deutschland. Zollikon: Verlag der Evangelischen Buchhandlung, 1937.
- Der rechte Staat. Zollikon-Zurich: Evangelischer Verlag, 1941.
- Aktiver Protestantismus. Zollikon 1943.
- Adolf Landolt; Arthur Frey: Der politische Katholizismus in der Schweiz. Zollikon 1945.
- Der Katholizismus im Angriff. Zollikon 1948.
- Albert Bereczky; Arthur Frey: Die ungarische Christenheit im neuen ungarischen Staat. Zollikon-Zürich: Evangelischer Verlag AG, 1948.
- Max Fischer; Arthur Frey: Zeitgenössische Betrachtungen zur Jesuitenfrage. Zollikon/Zürich: Evangelischer Verlag AG., 1953.
- Jesuitenmoral und Jesuitenorden im Urteil der Päpste. Zürich 1955.